# Finglish
Finglish er en portmanteau af de engelske termer Finnish og English, bruges til at beskrive en form af tale som følge af den sproglig interaktion af native talere af de finske og engelske sprog. Termen bruges især i USA og Canada af finske diaspora. Også bruges termen i Finland af mennesker, der lærer det finske sprog, og under international kommunikation.

## Etymologi
Termen Finglish opfindes i 1920'erne af Martti Nisonen, en finsk-amerikansk professor fra Hancock, Michigan.

## Eksempler

### Finsk, engelsk og finglish
Her er nogle eksempler på forskelle mellem finske, engelske, og finglishe ord:
- Engelsk: beach
- Finglish: biitsi
- Finsk: hiekkaranta

- Engelsk: trouble
- Finglish: trabeli
- Finsk: ongelma

- Engelsk: crazy
- Finglish: kreisi
- Finsk: hullu

### Låneord
Termen Finglish kan også bruges til at beskrive låneord i finglish, der er aflede fra engelsk. Her er nogle eksempler:
- Engelsk: geek
- Finglish: giikki

- Engelsk: flame
- Finglish: fleimi, fleimata

- Engelsk: never heard
- Finglish: nevöhööd